# Streckgrenze
Die Streckgrenze {\displaystyle R_{\mathrm {e} }} (englisch yield strength, {\displaystyle \sigma _{y}}) ist eine Werkstoffkenngröße und bezeichnet diejenige mechanische Spannung, bis zu der ein Werkstoff elastisch verformbar ist. Die Streckgrenze bezeichnet den Spezialfall der Elastizitätsgrenze bei einachsiger und momentenfreier Zugbeanspruchung. Aufgrund der leichteren Messbarkeit kommt der Streckgrenze die größere technische Bedeutung zu.
- Unterhalb seiner Streckgrenze kehrt das Material nach Entlastung elastisch in seine ursprüngliche Form zurück,
- bei Überschreiten der Streckgrenze verbleibt eine plastische Formveränderung, bei einer Zugprobe also eine Dehnung.

Bei vielen Werkstoffen ist die Streckgrenze im Zugversuch nicht eindeutig identifizierbar bzw. nicht ausgeprägt, weshalb stattdessen z. B. die 0,2-%-Dehngrenze verwendet wird.

## Messung
Die Streckgrenze ist mittels Zugversuch zu ermitteln.
Aus der Streckgrenze und der ebenfalls im Zugversuch ermittelten Zugfestigkeit {\displaystyle R_{\mathrm {m} }} lässt sich das Streckgrenzenverhältnis errechnen:
{\displaystyle R_{\mathrm {e} }/R_{\mathrm {m} }}
Dieses gibt dem Konstrukteur Auskunft über den Abstand zwischen einsetzender plastischer Deformation und Versagen des Werkstoffes bei quasistatischer Beanspruchung. Der Wert spielt etwa bei Schraubverbindungen eine wichtige Rolle, wo im Allgemeinen ein höherer Wert erwünscht ist, da eine bleibende Dehnung nach einer Belastung ein Lösen der Schraube bedeuten würde.

## Dehngrenze (= Ersatzstreckgrenze)

Schematisches Spannungs-Dehnungs-Diagramm mit kontinuierlichem Fließbeginn und eingetragener 0,2 %-Dehngrenze

Bei technischen Werkstoffen wird statt der Streckgrenze in der Regel die 0,2-%-Dehngrenze oder Elastizitätsgrenze {\displaystyle R_{\mathrm {p0,2} }} angegeben, da sie (im Gegensatz zur Streckgrenze) immer eindeutig aus dem Nennspannungs-Totaldehnungs-Diagramm ermittelt werden kann (oft ist eigentlich die Dehngrenze gemeint, wenn die Streckgrenze angegeben wird). Die 0,2-%-Dehngrenze ist diejenige (einachsige) mechanische Spannung, bei der die auf die Anfangslänge der Probe bezogene bleibende Dehnung (d. h. plastische Dehnung, daher der Index {\displaystyle _{p}}) nach Entlastung 0,2 % beträgt. Bei sehr duktilen Werkstoffen, wie vielen Kunststoffen, kann aufgrund von Viskoplastizität eine 0,2-%-Dehngrenze nur ungenau bestimmt werden und es wird stattdessen eine 2-%-Dehngrenze angegeben.
Bei höherer Last kommt es entweder zu weiteren plastischen Verformungen, oder bei Werkstoffen mit hoher Sprödigkeit wird die Zugfestigkeit überschritten und es kommt zum Bruch.
| Werkstoffgruppe                        | Legierung             | 0,2-%-Dehngrenze in MPa bzw. N/mm² |
| -------------------------------------- | --------------------- | ---------------------------------- |
| Kupferlegierungen (ungefähre Werte)    | E-Cu57                | 160                                |
| Kupferlegierungen (ungefähre Werte)    | CuZn37                | 250…340                            |
| Kupferlegierungen (ungefähre Werte)    | CuZn39Pb3             | 250…340                            |
| Kupferlegierungen (ungefähre Werte)    | CuNi1, 5Si            | 540                                |
| Magnesiumlegierungen (ungefähre Werte) | CP Mg                 | 40                                 |
| Magnesiumlegierungen (ungefähre Werte) | AZ91                  | 110                                |
| Magnesiumlegierungen (ungefähre Werte) | AM60                  | 130                                |
| Magnesiumlegierungen (ungefähre Werte) | WE54                  | 200                                |
| Magnesiumlegierungen (ungefähre Werte) | MgZn6Zr               | 250                                |
| Aluminiumlegierungen (ungefähre Werte) | Al99.5                | 40                                 |
| Aluminiumlegierungen (ungefähre Werte) | AlMg1                 | 100                                |
| Aluminiumlegierungen (ungefähre Werte) | AlMg3                 | 120                                |
| Aluminiumlegierungen (ungefähre Werte) | AlMg4.5Mn             | 150                                |
| Aluminiumlegierungen (ungefähre Werte) | AlMgSi0.5             | 190                                |
| Aluminiumlegierungen (ungefähre Werte) | AlCu4PbMgMn           | 220…250                            |
| Aluminiumlegierungen (ungefähre Werte) | AlZnMgCu1.5           | 450                                |
| Aluminiumlegierungen (ungefähre Werte) | AA 7175               | 525                                |
| Titanlegierungen (ungefähre Werte)     | CP Ti                 | 220                                |
| Titanlegierungen (ungefähre Werte)     | Ti-6Al-4V             | 924                                |
| Titanlegierungen (ungefähre Werte)     | Ti-6Al-2Fe-0.1Si      | 960                                |
| Titanlegierungen (ungefähre Werte)     | Ti-15Mo-3Nb-3Al-0.2Si | 1400                               |
| Baustähle                              | S235JR                | 235                                |
| Baustähle                              | S275                  | 275                                |
| Baustähle                              | S355                  | 355                                |
| Baustähle                              | E360                  | 360                                |
| Nichtrostende Stähle (typische Werte)  | WNr. 1.4301           | 190                                |
| Nichtrostende Stähle (typische Werte)  | WNr. 1.4307           | 175                                |
| Betonstähle                            | BSt 420               | 420                                |
| Betonstähle                            | BSt 500               | 500                                |
| Betonstähle                            | BSt 550               | 550                                |
| Spannstähle                            | St 1370/1570          | 1370                               |
| Spannstähle                            | St 1570/1770          | 1570                               |
| Vergütungsstähle                       | C22                   | 340                                |
| Vergütungsstähle                       | C45                   | 490                                |
| Vergütungsstähle                       | C60                   | 580                                |
| Vergütungsstähle                       | 42CrMo4               | 900                                |
| Vergütungsstähle                       | 34CrNiMo6             | 1000                               |
| Einsatzstähle                          | C10E                  | 430                                |
| Einsatzstähle                          | 16MnCr5               | 630                                |
| Einsatzstähle                          | 18CrNiMo7-6           | 685                                |

## Ausgeprägte Streckgrenze

Schematisches Spannungs-Dehnungs-Diagramm mit ausgeprägter Streckgrenze

Durch Fremdatomwolken, auch Cottrellwolken, die sich bevorzugt in energetisch günstigen Verzerrungsfeldern um Versetzungen aufhalten, kann es zur Ausbildung ausgeprägter Streckgrenzen kommen. Vor allem folgende Streckgrenzeneffekte treten auf:

### Obere Streckgrenze
Die obere Streckgrenze {\displaystyle R_{\mathrm {eH} }} (Index {\displaystyle _{\mathrm {H} }} = engl. high = hoch, oben) wird durch Losreißprozesse von Versetzungen verursacht, die die interstitiellen Fremdatomwolken verlassen. Im Anschluss daran fällt die Spannung im Werkstoff auf die untere Streckgrenze, und die Verformung wird mit der Lüdersdehnung fortgesetzt.
Dieser Effekt tritt ausschließlich bei unlegierten Stählen mit niedrigem Kohlenstoffgehalt auf.

### Untere Streckgrenze
Die untere Streckgrenze {\displaystyle R_{\mathrm {eL} }} (Index {\displaystyle _{\mathrm {L} }} = engl. low = niedrig, unten) ist die Folge des Losreißens von Versetzungen bei {\displaystyle R_{\mathrm {eH} }} von Cottrellwolken. Diese Versetzungen können nun mit deutlich geringerer Energie bewegt werden, da sich die Fremdatomwolken nicht mehr im Verzerrungsbereich der Versetzungen befinden. Dieser Effekt ist eine Folge des Auftretens einer oberen Streckgrenze und gleichzeitig die Nennspannung, bei der die Lüdersdehnung stattfindet.

### Lüdersdehnung
Als Lüdersdehnung εL wird ein plastischer Dehnungsanteil bezeichnet, der durch die Bewegung einer Versetzungsfront durch ein Bauteil oder eine Probe bei konstanter Beanspruchung gekennzeichnet ist. Während der Lüdersverformung bleibt dabei die Nennspannung (und damit die anliegende Kraft) nahezu konstant bei der unteren Streckgrenze. Die Lüdersfront wird in der Regel an einer lokalen Spannungsüberhöhung (Kerbe, Oberflächenrauhigkeit, Querschnittsübergang) ausgelöst und bewegt sich dann durch die gesamte Probenmessstrecke bzw. bis zu einer deutlichen Querschnittsvergrößerung. Die an der Oberfläche eines Bauteils sichtbaren Verformungslinien werden als Lüdersbänder oder Fließfiguren bezeichnet.
Dieser Effekt tritt bei un- und niedriglegierten untereutektoiden Stählen auf, aber auch in Kupfer- und Aluminiumlegierungen, und ist unabhängig vom Auftreten einer oberen Streckgrenze.
Wird eine Probe einmal über den Bereich der Lüdersdehnung hinaus gestreckt, dann tritt bei einem zeitnahen Wiederholen der Probenverformung kein Streckgrenzeneffekt bzw. keine Lüdersdehnung mehr auf, da sich die Versetzungen von den Fremdatomwolken bereits losgerissen haben. Aus diesem Grund werden Tiefziehbleche im Vorfeld häufig kaltgewalzt, um die Bildung von Fließfiguren während des eigentlichen Tiefziehens zu verhindern.
Der Bereich im Spannungs-Dehnungs-Diagramm, in dem diese Versetzungen auftreten (gezackter Bereich), wird Lüdersbereich genannt.
Auch Mechanismen im Zusammenhang mit feinkörnigen, globularen ferritisch-austenitischen Gefügen können zu ausgeprägten Streckgrenzen führen.